# 接骨木二糖
接骨木二糖是一种二糖。它是β-D-木糖基-(1→2)-β-D-葡萄糖。
接骨木二糖是一些糖苷色素的成分。齿叶荚蒾的果实呈蓝色，其中的一個主要色素是矢车菊素3-接骨木二糖 ，但整个混合物非常复杂。含有花青素的接骨木二糖也出現於紫羅蘭中。 